# Knjižnica don Bosco
Knjižnica don Bosco je knjižnica u Rimu u Italiji. Nalazi se na adresi Piazza dell'Ateneo Salesiano, 1 - 00139.
Nalazi se unutar kampusa Salezijanskog papinskog sveučilišta. Najveća je i najsuvremenija knjižnica salezijanske kongregacije.

## Povijest
Korijeni ove knjižnice sežu u 1904. godinu. Te je godine osnovan Međunarodni salezijanski teološki institut u Foglizzu, talijanskoj općini u pokrajini Torinu u Pijemontu.
Institut je osnovan radi prezbiterskog formiranja članova kongregacije koji su dolazili iz raznih država. 1923. je godine preseljen zajedno s pripadajućom knjižnicom u Torino. U pijemontskom se glavnom gradu razvio ponajviše zahvaljujući beatifikaciji (1929.)i kanonizaciji (1934.) salezijanca Giovannija Bosca i kvalificiranju kulturnog sjedišta akademskih studija koji je ustanovio superiore generale don Pietro Riccaldone.

## Vanjske poveznice
- Službene stranice
- Salezijanski bilten  Arhivirana inačica izvorne stranice od 24. prosinca 2021. (Wayback Machine)